# 大田远东广播
大田远东广播（朝鲜语：대전극동방송）是位于韩国大田广域市的远东广播公司（FEBC）的地方制作中心。

## 所在地
- 大田广域市儒城区知足洞233-15（233-15, Chijok-dong, Youseong-gu, Daejeon 305-711, KOREA.）

## 沿革
- 1989年12月1日 - 开局（呼号为HLAD-FM），开始播音。

## 广播频率
| 发射地 | 呼号    | 频率       | 发射功率 |
| 食藏山 | HLAD-FM | FM 93.3MHz | 5kW      |
| 公州市 | HLAD-FM | FM 93.3MHz | 500W     |
| 益山市 | HLAD-FM | FM 91.1MHz | 100W     |